# Tim Ream
Timothy Michael "Tim" Ream, född 5 oktober 1987, är en amerikansk fotbollsspelare som spelar för Charlotte FC och för USA:s landslag. Han spelar främst som mittback men kan även spela på övriga positioner i backlinjen.